# Cryptoppia
Cryptoppia är ett släkte av kvalster. Cryptoppia ingår i familjen Oppiidae.
Kladogram enligt Catalogue of Life:
| Cryptoppia | \| \| Cryptoppia brevisetiger \| \| \| \| \| \| Cryptoppia elongata \| \| \| \| \| \| Cryptoppia mahunkai \| \| \| \| |
|            | \| \| Cryptoppia brevisetiger \| \| \| \| \| \| Cryptoppia elongata \| \| \| \| \| \| Cryptoppia mahunkai \| \| \| \| |
|            | Cryptoppia brevisetiger                                                                                               |
|            | |
|            | Cryptoppia elongata                                                                                                   |
|            | |
|            | Cryptoppia mahunkai                                                                                                   |
|            | |